# Idaea afflata
Idaea afflata är en fjärilsart som beskrevs av Fuchs 1902. Idaea afflata ingår i släktet Idaea och familjen mätare. Inga underarter finns listade i Catalogue of Life.